# Mark Smeaton
Mark Smeaton (1512 circa – Londra, 17 maggio 1536) è stato un musicista inglese.
Fu condannato a morte per volere di Enrico VIII per una possibile relazione adulterina con Anna Bolena.

## Biografia
Di probabile origine fiamminga, Smeaton, il cui cognome originariamente era forse Smedt o de Smedt nacque intorno al 1512 ed era figlio di una sarta ed un carpentiere. Fece parte del coro del cardinale Thomas Wolsey. Cresciuto, la sua voce non fu più adatta al coro e venne trasferito presso la cappella reale di Enrico VIII d'Inghilterra, ove si distinse come musico. Egli suonava infatti il liuto, la viola da gamba, il virginale e l'organo. 
La sua abilità fu notata dalla moglie di Enrico, Anna Bolena, che lo volle alla sua corte a partire dal 1532.
La sua umile origine sociale lo poneva però al di fuori della stretta cerchia di compagni della regina, che includeva solo dame di compagnia ed alcuni cortigiani.
Una sua conversazione con Anna Bolena fu ascoltata da Thomas Cromwell, primo ministro del Re, e fu volutamente interpretata come la prova di una relazione adulterina tra i due. Tale interpretazione faceva gioco alla volontà di Enrico che voleva divorziare da Anna per sposare la sua nuova preferita, Jane Seymour.
Smeaton venne arrestato il 30 aprile 1536 ed il giorno dopo confessò, dopo aver subito tortura, la sua relazione con Anna. Raccontò di aver avuto un rapporto sessuale con Anna il 13 maggio 1535 a Greenwich, cosa però impossibile dato che essa si trovava quel giorno a Richmond.
Il 13 maggio 1536 venne condannato a morte, insieme agli altri presunti amanti di Anna, tra cui il suo stesso fratello George Boleyn. Il 17 maggio salì sul patibolo e nonostante la sua umile origine gli fu concessa la decapitazione (riservata solitamente alla nobiltà) invece che alla pena dell'impiccagione con sventramento e squartamento, riservata invece ai popolani. Ciò probabilmente è dovuto al fatto che egli collaborò con i nemici di Anna.

## Smeaton nella cultura di massa
Smeaton venne ricordato in una poesia del contemporaneo Thomas Wyatt (anch'egli accusato nel 1536 di essere uno degli amanti della Bolena).
Nell'opera Anna Bolena di Gaetano Donizetti, ove il suo nome è riportato come "Smeton", viene interpretato da un contralto in travesti.
Il personaggio è inoltre presente nel film Anna dei mille giorni (1969) e nelle serie televisive Le sei mogli di Enrico VIII (1970) e ne I Tudors (2007-2010).